# Jackie Chan Adventures
Jackie Chan Adventures est un jeu vidéo d'action mettant en vedette Jackie Chan pour la 4e fois. Ce jeu a été édité par Sony Computer Entertainment et développé par Atomic Planet. Il est sorti sur console PlayStation le 6 octobre 2004. Le jeu est basé sur la sérié télévisée d'animation Jackie Chan. Il regroupe l'histoire des 2 premières saisons.

## Synopsis
Jackie Chan, archéologue amateur mais talentueux, découvre, au Mexique, 3 talismans aux pouvoirs magiques. Le capitaine Black, dirigeant d'une société secrète, se faisant appeler la Section 13, veut récupérer les talismans pour éviter qu'ils ne tombent entre de mauvaises mains. Le capitaine Black et Jackie se connaissent, donc l'archéologue va aider la Section 13 en trouvant les 12 talismans, symbolisant chacun un animal de l'astrologie chinoise. Alors que Jackie Chan les récupère, un gang terroriste se faisant appeler la Main Noire, dirigeant une grosse partie de la criminalité dans le monde, veut mettre lui aussi la main sur les talismans pour des raisons maléfiques : libérer les 8 démons sorciers dirigés par Shendu, retenu prisonnier dans le corps de Valmont, le directeur de la Main Noire.

## Note et référence
- Présentation sur Jeuxvideo.com